# Norris Division
Die Norris Division war eine der Divisions in der nordamerikanischen Eishockey-Profiliga NHL. Die Liga war bis 1993 in zwei Conferences (Campbell Conference und Prince of Wales Conference) unterteilt, die sich wiederum in Divisions gliederten. Eine davon war die Norris Division, die 1974 als Teil der Prince of Wales Conference gegründet wurde und 1981 in die Clarence Campbell Conference umzog.
Mit der Expansion der Liga im Jahr 1993 und der darauffolgenden Neuformation des Ligensystems wurde die Division von der Central Division abgelöst.
Benannt war die Norris Division nach James E. Norris, dem ehemaligen Besitzer der Detroit Red Wings. Die Montréal Canadiens sind mit sieben Meistertiteln zum Ende der regulären Saison der Rekordmeister der Norris Division.

## Teams
| 1974                | 1975 | 1976 | 1977 | 1978 | 1979 | 1980             | 1981 | 1982                  | 1983 | 1984 | 1985 | 1986 | 1987 | 1988 | 1989 | 1990 | 1991 | 1992 | 1993 |
| ------------------- | ---- | ---- | ---- | ---- | ---- | ---------------- | ---- | --------------------- | ---- | ---- | ---- | ---- | ---- | ---- | ---- | ---- | ---- | ---- | ---- |
|                     |      |      |      |      |      |                  |      | Chicago Black Hawks   |      |      |      |      |      |      |      |      |      |      |      |
| Detroit Red Wings   |      |      |      |      |      |                  |      |                       |      |      |      |      |      |      |      |      |      |      |      |
|                     |      |      |      |      |      | Hartford Whalers |      |                       |      |      |      |      |      |      |      |      |      |      |      |
| Los Angeles Kings   |      |      |      |      |      |                  |      |                       |      |      |      |      |      |      |      |      |      |      |      |
|                     |      |      |      |      |      |                  |      | Minnesota North Stars |      |      |      |      |      |      |      |      |      |      |      |
| Montréal Canadiens  |      |      |      |      |      |                  |      |                       |      |      |      |      |      |      |      |      |      |      |      |
| Pittsburgh Penguins |      |      |      |      |      |                  |      |                       |      |      |      |      |      |      |      |      |      |      |      |
|                     |      |      |      |      |      |                  |      | St. Louis Blues       |      |      |      |      |      |      |      |      |      |      |      |
|                     |      |      |      |      |      |                  |      |                       |      |      |      |      |      |      |      |      |      |      | TB2  |
|                     |      |      |      |      |      |                  |      | Toronto Maple Leafs   |      |      |      |      |      |      |      |      |      |      |      |
| Washington Capitals |      |      |      |      |      |                  |      |                       |      |      |      |      |      |      |      |      |      |      |      |
|                     |      |      |      |      |      |                  |      | WJ1                   |      |      |      |      |      |      |      |      |      |      |      |

1 Winnipeg Jets
2 Tampa Bay Lightning

## Meister
| - 1975 – Montréal Canadiens - 1976 – Montréal Canadiens - 1977 – Montréal Canadiens - 1978 – Montréal Canadiens - 1979 – Montréal Canadiens - 1980 – Montréal Canadiens - 1981 – Montréal Canadiens - 1982 – Minnesota North Stars - 1983 – Chicago Black Hawks - 1984 – Minnesota North Stars | - 1985 – St. Louis Blues - 1986 – Chicago Black Hawks - 1987 – St. Louis Blues - 1988 – Detroit Red Wings - 1989 – Detroit Red Wings - 1990 – Chicago Blackhawks - 1991 – Chicago Blackhawks - 1992 – Detroit Red Wings - 1993 – Chicago Blackhawks |